# Hyphoderma cryptocallimon
Hyphoderma cryptocallimon är en svampart som beskrevs av B. de Vries 1987. Hyphoderma cryptocallimon ingår i släktet Hyphoderma och familjen Meruliaceae.   Inga underarter finns listade i Catalogue of Life.